# Pleasant Hill (Kentucky)
Pour les articles homonymes, voir Pleasant Hill.
Pleasant Hill est un site historique situé au Kentucky.
Pleasant Hill était le site de la communauté religieuse des Shakers entre 1805 et 1910. 

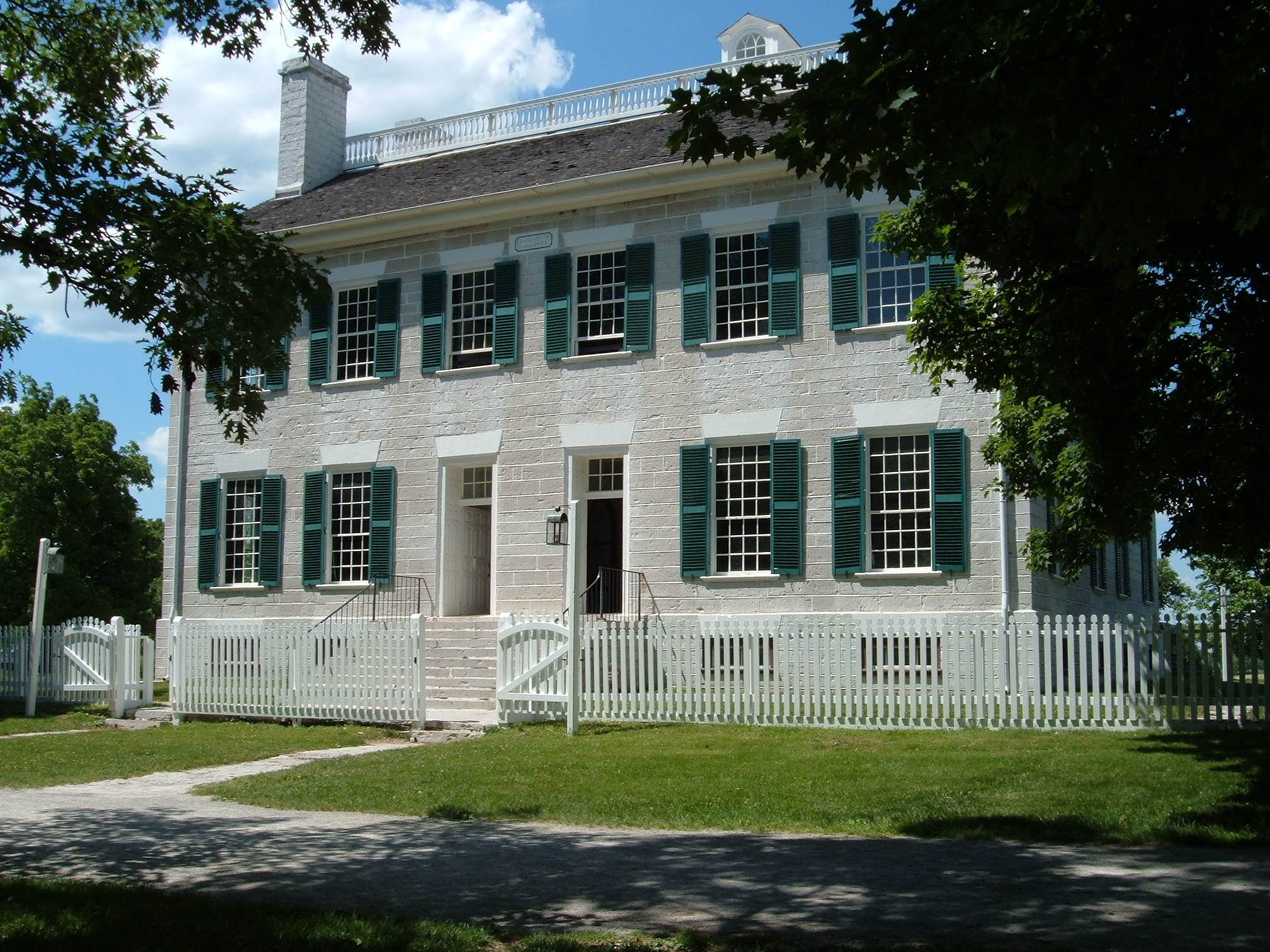
Shakertown Center Family

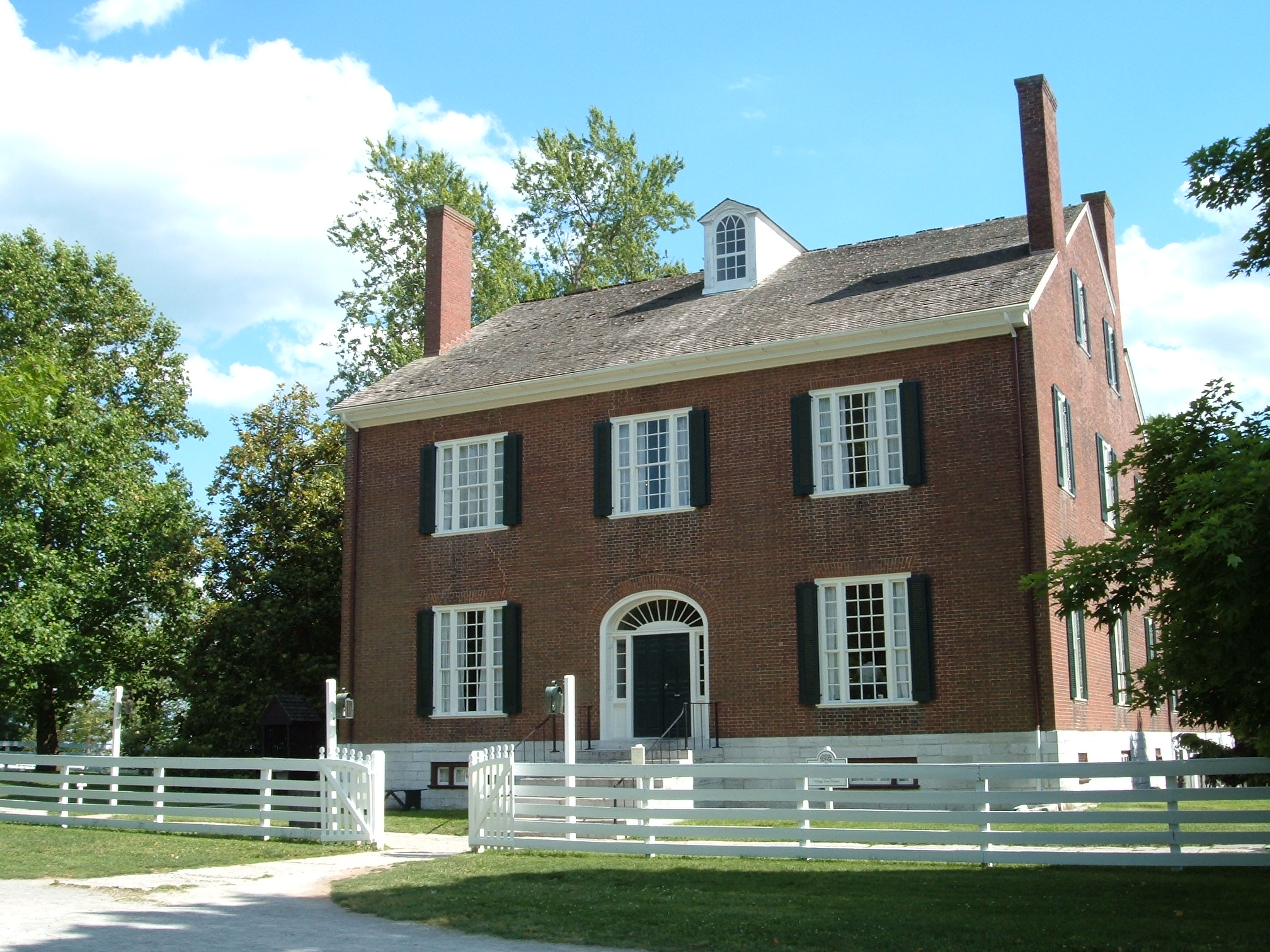
Trustees House au Shaker Village (Pleasant Hill), Kentucky